# Michail Wassiljewitsch Kotschkin
Michail Wassiljewitsch Kotschkin (russ. Михаил Васильевич Кочкин; * 7. Oktober 1979 in Kamtschatka) ist ein russischer Biathlet.
Michail Kotschkin ist Sportsoldat und Student und lebt in St. Petersburg. Biathlon betreibt er seit 1990. Seinen ersten großen Auftritt auf internationaler Bühne hatte er bei den Juniorenweltmeisterschaften 1999 in Pokljuka. Im Sprint gewann er hier Bronze, in der Verfolgung sogar Silber. Im Jahr darauf gewann er unter anderem mit Pawel Mouslimow mit der Staffel bei den Europameisterschaften in Zakopane Bronze.
2000 debütierte Kotschkin in Östersund im Weltcup. Im Sprint gewann er als 24. sogar sofort erste Weltcuppunkte. Zu Beginn der Folgesaison 2000/01 kam er in Pokljuka mit der russischen Staffel als Dritter erstmals aufs Podest. Höhepunkt war die erst- und bislang auch letztmalige Teilnahme an Biathlon-Weltmeisterschaften. In Pokljuka wurde er 29. im Einzel. Am Anfang der Saison 2001/02 erreichte er in Hochfilzen mit einem achten Platz in der Verfolgung erstmals eine Platzierung unter den Top 10. Diese Saison sollte Kotschkins beste werden. In Antholz erreichte er als Dritter im Einzel seine beste Weltcupplatzierung überhaupt. In elf Rennen gewann er Weltcuppunkte und beendete die Saison als 26. des Gesamtweltcups. Trotz der guten Saison reichte es nicht zu Qualifikation für die Olympischen Spiele des Jahres.
In den folgenden Jahren blieben Erfolge meist aus. Im Sommer 2002 startete Kotschkin bei den Sommerbiathlon-Weltmeisterschaften in Chanty-Mansijsk, ohne sich jedoch gut platzieren zu können. 2004 musste er erstmal im Europacup starten und durfte erst zum Ende der Saison 2006/07 wieder im Weltcup von Chanty-Mansijsk antreten, wo er sowohl in Sprint auch als in der Verfolgung sofort Punkte gewann.

## Biathlon-Weltcup-Platzierungen
Die Tabelle zeigt alle Platzierungen (je nach Austragungsjahr einschließlich Olympische Spiele und Weltmeisterschaften).
- 1.–3. Platz: Anzahl der Podiumsplatzierungen
- Top 10: Anzahl der Platzierungen unter den ersten zehn (einschließlich Podium)
- Punkteränge: Anzahl der Platzierungen innerhalb der Punkteränge (einschließlich Podium und Top 10)
- Starts: Anzahl gelaufener Rennen in der jeweiligen Disziplin

| Platzierung                      | Einzel | Sprint | Verfolgung | Massenstart | Staffel | Gesamt |
| -------------------------------- | ------ | ------ | ---------- | ----------- | ------- | ------ |
| 1. Platz                         |        |        |            |             |         |        |
| 2. Platz                         |        |        |            |             |         |        |
| 3. Platz                         | 1      |        |            |             | 1       | 2      |
| Top 10                           | 1      | 1      | 2          |             | 4       | 8      |
| Punkteränge                      | 4      | 10     | 7          | 3           | 5       | 29     |
| Starts                           | 10     | 23     | 18         | 3           | 5       | 59     |
| Stand: nach der Saison 2009/2010 |        |        |            |             |         |        |